# Тур Аль-Улы 2025
5-й выпуск  Тура Аль-Улы — шоссейной многодневной велогонки, проходящей по дорогам Саудовской Аравии. Гонка прошла с 28 января по 2 февраля 2025 года в рамках Азиатского тура UCI 2025. Победителем стал великобританский велогонщик Том Пидкок.

## Участники
В туре приняло участие 6 команд UCI WorldTeam, 7 UCI ProTeam, а также континентальные и национальная команды.
| UCI WorldTeams (6)- Team Jayco AlUla - Soudal Quick-Step - UAE Team Emirates XRG - Team Picnic-PostNL - Bahrain-Victorious - XDS Astana Team UCI ProTeams (7)- Q36.5 Pro Cycling Team - Tudor Pro Cycling Team - Uno-X Mobility - Equipo Kern Pharma - Team TotalEnergies - Caja Rural-Seguros RGA - Wagner Bazin WB UCI Continental Teams (3)- JCL Team Ukyo - Terengganu Cycling Team - Roojai Insurance Национальная сборная- Саудовская Аравия |
| |

## Маршрут
Три из пяти этапов были посвящены спринтерам, если только сильный ветер и неожиданные атаки не заставят их изменить планы. Первым победителем Тура Аль-Улы стал спринтер Фил Баухаус из Bahrain Victorious, выигравший гонку в 2020 году. Однако позже организаторы ввели в маршрут финиш на вулканическом нагорье Харрат Увайрид, который привлек внимание как универсальных гонщиков, так и мастеров горного велоспорта. Три года подряд именно здесь определялся победитель генеральной классификации: в 2022 году — Максим Ван Гильс, в 2023 — Рубен Геррейро, а в 2024 — Саймон Йейтс. В этом году организаторы решили отдать предпочтение спринтерам на трёх этапах: первом, третьем и пятом. Особенно сложным может оказаться пятый этап, который пройдёт в самом сердце пустыни и будет проходить под воздействием сильных боковых ветров. На втором этапе появился новый подъём — Бир-Джайдах-Вирках (Bir Jaydah Mountain Wirkah) протяжённостью 2,9 километра со средним градиентом 9,2 % и максимальным до 15 %. Четвёртый этап завершится традиционным финишем на Харрат-Увайрид — 4-километровым подъёмом, на котором будет километровый отрезок со средним градиентом 17 %.
| Этап | Дата   | Маршрут                                                 | type      | Длина (км) | Победитель      | Лидер генеральной классификации |
| ---- | ------ | ------------------------------------------------------- | --------- | ---------- | --------------- | ------------------------------- |
| 1    | 28 янв | Al Manshiyah Train Station – Al Manshiyah Train Station | равнинный | 142,7      | Тим Мерлир      | Тим Мерлир                      |
| 2    | 29 янв | Al-Ula Old Town – Bir Jaydah Mountain Wirkah            | холмистый | 157,7      | Том Пидкок      | Том Пидкок                      |
| 3    | 30 янв | Мадаин-Салих – Tayma Fort                               | равнинный | 180,6      | Тим Мерлир      | Том Пидкок                      |
| 4    | 31 янв | Maraya – Skyviews of Harrat Uwayrid                     | холмистый | 140,9      | Том Пидкок      | Том Пидкок                      |
| 5    | 1 фев  | AlUla Camel Cup Track – AlUla Camel Cup Track           | равнинный | 169,6      | Маттео Москетти | Том Пидкок                      |

## Ход гонки
Первый этап прошёл в традиционном ключе: последний из оторвавшихся гонщиков был настигнут за 15 километров до финиша. На последних пяти километрах упали шесть спортсменов, в том числе Александр Кристофф из команды Uno-X Mobility и Арвид Де Клейн из Tudor, которые готовились к спринту. Все они завершили этап. Больше всех пострадал Рафал Майка из UAE Team Emirates XRG: он финишировал в порванной велоформе. Однако команда после финиша заверила, что с гонщиком всё в порядке, и он планирует стартовать на втором этапе. Тим Мерлир начал спринт за 150 метров до финиша после развоза Берта ван Лерберга. Он опередил 30-летнего колумбийского велогонщика Себастьяна Молано из UAE Team Emirates XRG и 25-летнего нидерландского велогонщика команды Tudor Майкела Зейлаарда.
На втором этапе соревнования планировалось преодолеть три раза подъём Джайдах-Вирках (Bir Jaydah Mountain Wirkah). Его длина составляла 2,9 километра, средний градиент — 9,2 %, а максимальный — 15 %. Однако после первого восхождения на эту гору и пересечения линии финиша организаторы решили отменить спуск для обеспечения безопасности участников. Из-за большого количества гравия на дороге дистанцию пришлось сократить на 27 километров. Гонка возобновилась за 5 километров до финиша. Рафал Майка из команды UAE Team Emirates XRG задал высокую скорость на финальном подъёме. За 500 метров до финиша Том Пидкок предпринял атаку и через 200 метров оторвался от соперников. Он опередил ближайшего преследователя Райнера Кепплингера на 4 секунды. Райнер Кепплингер, 27-летний австрийский велогонщик из команды Bahrain Victorious, сумел опередить 28-летнего ирландского гонщика команды Jayco AlUla Эдди Данбара и его товарища по команде Алана Хатерли. Том Пидкок также надел майку лидера AlUla Tour. После второго этапа он опережает Райнера Кепплингера на 8 секунд и на 14 секунд — Алана Хатерли, который финишировал на этапе третьим.
Маттео Москетти из команды Q36.5 Pro одержал победу в финальном этапе велогонки. Он опередил Дилана Груневегена из Jayco-AlUla, занявшего второе место, и Хуана Себастьяна Молано из UAE Emirates-XRG, который финишировал третьим. На пьедестал также поднялись Александр Кристофф и Евгений Фёдоров. Лев Гонов показал отличный результат, заняв 14-е место. Тим Мерлир не смог удержаться в лидерах и финишировал лишь 13-м. Однако даже два выигранных этапа — это уже успех. В общем зачёте произошли изменения, но они не повлияли на Тома Пидкока, капитана Q36.5 Pro, который стал победителем третьего выпуска AlUla Tour. Райнер Киппленгер и Алан Хатерли, представлявшие горную команду, не смогли сохранить свои позиции на подиуме. Их заменили Фредрик Дверснес и Йоханнес Кульсет из Uno-X Mobility, которые уступили Пидкоку 1:09 и 1:12 соответственно. Первая гонка Льва Гонова за XDS-Astana прошла успешно. Он занимает 51-е место в общем зачёте, отставая от лидера на 9:46.

## Лидеры классификаций
| Этап |           | Победитель _    | Генеральная классификация | Очковая    | Молодёжная      | Командная по времени _ |
| ---- | --------- | --------------- | ------------------------- | ---------- | --------------- | ---------------------- |
| 1    | равнинный | Тим Мерлир      | Тим Мерлир                | Тим Мерлир | Тим Мерлир      | Team Jayco AlUla       |
| 2    | холмистый | Том Пидкок      | Том Пидкок                | Том Пидкок | Ådne Holter     | Uno-X Mobility         |
| 3    | равнинный | Тим Мерлир      | Том Пидкок                | Тим Мерлир | Ådne Holter     | Uno-X Mobility         |
| 4    | холмистый | Том Пидкок      | Том Пидкок                | Том Пидкок | Johannes Kulset | Uno-X Mobility         |
| 5    | равнинный | Маттео Москетти | Том Пидкок                | Том Пидкок | Johannes Kulset | Uno-X Mobility         |
| Итог | Итог      |                 | Том Пидкок                | Том Пидкок | Johannes Kulset | Uno-X Mobility         |

## Итоговое положение
| \| Генеральная классификация \| Генеральная классификация \| Генеральная классификация \| Генеральная классификация \| Генеральная классификация \| \| Гонщик \| Гонщик \| Команда \| Время \| \| \| ------------------------- \| ------------------------- \| ------------------------- \| ------------------------- \| ------------------------- \| \| 1-й \| Том Пидкок \| Q36.5 Pro Cycling Team \| 17ч 26' 25 \| \| \| 2-й \| Фредрик Дверснес \| Uno-X Mobility \| + 1' 09 \| \| \| 3-й \| Johannes Kulset \| Uno-X Mobility \| + 1' 12 \| \| \| 4-й \| Ådne Holter \| Uno-X Mobility \| + 1' 22 \| \| \| 5-й \| Rainer Kepplinger \| Bahrain Victorious \| + 1' 23 \| \| \| 6-й \| Alan Hatherly \| Team Jayco AlUla \| + 1' 26 \| \| \| 7-й \| Франк Ван Ден Брук \| Team Picnic-PostNL \| + 1' 26 \| \| \| 8-й \| Алессандро Фанчеллу \| JCLTeam Ukyo \| + 1' 39 \| \| \| 9-й \| Diego Uriarte \| Equipo Kern Pharma \| + 1' 51 \| \| \| 10-й \| Jordan Jegat \| Team TotalEnergies \| + 1' 58 \| \| |                     |                        |            |
| |                     |                        |            |
| |                     |                        |            |
| Генеральная классификация |                     |                        |            |
| Гонщик | Гонщик              | Команда                | Время      |
| 1-й | Том Пидкок          | Q36.5 Pro Cycling Team | 17ч 26' 25 |
| 2-й | Фредрик Дверснес    | Uno-X Mobility         | + 1' 09    |
| 3-й | Johannes Kulset     | Uno-X Mobility         | + 1' 12    |
| 4-й | Ådne Holter         | Uno-X Mobility         | + 1' 22    |
| 5-й | Rainer Kepplinger   | Bahrain Victorious     | + 1' 23    |
| 6-й | Alan Hatherly       | Team Jayco AlUla       | + 1' 26    |
| 7-й | Франк Ван Ден Брук  | Team Picnic-PostNL     | + 1' 26    |
| 8-й | Алессандро Фанчеллу | JCLTeam Ukyo           | + 1' 39    |
| 9-й | Diego Uriarte       | Equipo Kern Pharma     | + 1' 51    |
| 10-й | Jordan Jegat        | Team TotalEnergies     | + 1' 58    |

| Очковая классификация | Очковая классификация | Очковая классификация  | Очковая классификация | Очковая классификация |
| Гонщик                | Гонщик                | Команда                | Очки                  |                       |
| --------------------- | --------------------- | ---------------------- | --------------------- | --------------------- |
| 1-й                   | Том Пидкок            | Q36.5 Pro Cycling Team | 30 очков              |                       |
| 2-й                   | Тим Мерлир            | Soudal Quick-Step      | 30 очков              |                       |
| 3-й                   | Хуан Себастьян Молано | UAE Team Emirates XRG  | 30 очков              |                       |
| 4-й                   | Дилан Груневеген      | Team Jayco AlUla       | 30 очков              |                       |
| 5-й                   | Маттео Москетти       | Q36.5 Pro Cycling Team | 29 очков              |                       |

| Очковая классификация | Очковая классификация | Очковая классификация  | Очковая классификация | Очковая классификация |
| Гонщик                | Гонщик                | Команда                | Очки                  |                       |
| --------------------- | --------------------- | ---------------------- | --------------------- | --------------------- |
| 1-й                   | Том Пидкок            | Q36.5 Pro Cycling Team | 30 очков              |                       |
| 2-й                   | Тим Мерлир            | Soudal Quick-Step      | 30 очков              |                       |
| 3-й                   | Хуан Себастьян Молано | UAE Team Emirates XRG  | 30 очков              |                       |
| 4-й                   | Дилан Груневеген      | Team Jayco AlUla       | 30 очков              |                       |
| 5-й                   | Маттео Москетти       | Q36.5 Pro Cycling Team | 29 очков              |                       |

| Горная классификация | Горная классификация | Горная классификация | Горная классификация | Горная классификация |
| Гонщик               | Гонщик               | Команда              | Очки                 |                      |
| -------------------- | -------------------- | -------------------- | -------------------- | -------------------- |

| Горная классификация | Горная классификация | Горная классификация | Горная классификация | Горная классификация |
| Гонщик               | Гонщик               | Команда              | Очки                 |                      |
| -------------------- | -------------------- | -------------------- | -------------------- | -------------------- |

| Молодёжная классификация | Молодёжная классификация | Молодёжная классификация | Молодёжная классификация | Молодёжная классификация |
| Гонщик                   | Гонщик                   | Команда                  | Время                    |                          |
| ------------------------ | ------------------------ | ------------------------ | ------------------------ | ------------------------ |
| 1-й                      | Johannes Kulset          | Uno-X Mobility           | 17ч 27' 37               |                          |
| 2-й                      | Ådne Holter              | Uno-X Mobility           | + 10                     |                          |
| 3-й                      | Франк Ван Ден Брук       | Team Picnic-PostNL       | + 14                     |                          |
| 4-й                      | Алессандро Фанчеллу      | JCLTeam Ukyo             | + 27                     |                          |
| 5-й                      | Diego Uriarte            | Equipo Kern Pharma       | + 39                     |                          |

| Молодёжная классификация | Молодёжная классификация | Молодёжная классификация | Молодёжная классификация | Молодёжная классификация |
| Гонщик                   | Гонщик                   | Команда                  | Время                    |                          |
| ------------------------ | ------------------------ | ------------------------ | ------------------------ | ------------------------ |
| 1-й                      | Johannes Kulset          | Uno-X Mobility           | 17ч 27' 37               |                          |
| 2-й                      | Ådne Holter              | Uno-X Mobility           | + 10                     |                          |
| 3-й                      | Франк Ван Ден Брук       | Team Picnic-PostNL       | + 14                     |                          |
| 4-й                      | Алессандро Фанчеллу      | JCLTeam Ukyo             | + 27                     |                          |
| 5-й                      | Diego Uriarte            | Equipo Kern Pharma       | + 39                     |                          |

| Командная классификация по времени | Командная классификация по времени | Командная классификация по времени | Командная классификация по времени |
| Команда                            | Команда                            | Время                              |                                    |
| ---------------------------------- | ---------------------------------- | ---------------------------------- | ---------------------------------- |
| 1-й                                | Uno-X Mobility                     | 52ч 23' 04                         |                                    |
| 2-й                                | Bahrain-Victorious                 | + 2' 26                            |                                    |
| 3-й                                | Equipo Kern Pharma                 | + 2' 26                            |                                    |
| 4-й                                | UAE Team Emirates XRG              | + 2' 27                            |                                    |
| 5-й                                | Team TotalEnergies                 | + 4' 05                            |                                    |

| Командная классификация по времени | Командная классификация по времени | Командная классификация по времени | Командная классификация по времени |
| Команда                            | Команда                            | Время                              |                                    |
| ---------------------------------- | ---------------------------------- | ---------------------------------- | ---------------------------------- |
| 1-й                                | Uno-X Mobility                     | 52ч 23' 04                         |                                    |
| 2-й                                | Bahrain-Victorious                 | + 2' 26                            |                                    |
| 3-й                                | Equipo Kern Pharma                 | + 2' 26                            |                                    |
| 4-й                                | UAE Team Emirates XRG              | + 2' 27                            |                                    |
| 5-й                                | Team TotalEnergies                 | + 4' 05                            |                                    |